# Abrançalha
Abrançalha é uma aldeia da antiga freguesia de São Vicente, na atual freguesia de Abrantes (São Vicente e São João) e Alferrarede, do Município de Abrantes. 
Foi sede de uma freguesia, extinta no século XIX, tendo como orago São João.

## História
É referida no ano de 1526: "o Convento dos frades de Santo António foi fundado por D. Lopo d'Almeida, 3.º Conde d'Abrantes, começando as obras em 1526; era situado no sítio da Ribeira de Abrançalha, no mesmo local em que existira a ermida de Nossa Senhora da Luz. Os frades viveram 45 anos n'este convento, mas por falta de condições hygienicas, ou porque o tempo e a falta d'aceio o tornasse insolubre, o facto é que os frades começaram a pensar na construcção d'outro convento."
Também noutra citação sobre o Marquez de Pombal, que mandou distribuir pés de Amoreiras "por um elevado numero de povoações de todas as provincias. Abrantes foi contemplada com 2:897 d'essas plantas que a camara mandou distribuir pelos proprietarios do concelho, sendo o maior numero plantados nas cercanias da villa, e o resto nos campos das Mouriscas, Rio de Moinhos, Ribeira d'Abrançalha e outras povoações.
Mais recentemente, no final do século XIX, é referenciada já como lugar integrado na freguesia de São Vicente.

## Património
- Nichos
- Fonte de S. João de Abrançalha
- Capela de Nossa Senhora de Fátima do Rosário